# Marienkapelle am Almosenberg
Die Almosenkapelle ist eine Feldkapelle, die sich am Ortsausgang von Rülzheim in Richtung Herxheim auf dem Almosenberg befindet. Sie untersteht einem Marienpatrozinium und ist somit eine Marienkapelle. Die Kapelle gehört zur Rülzheimer Pfarrei Heiliger Theodard im Bistum Speyer.

## Geschichte
Die Almosenkapelle wurde um das Jahr 1880 von Karl Anton Amberger als Dank für die Genesung seiner schwer kranken Tochter erbaut. In seinem Testament vom 3. August 1914 vermachte er die Kapelle als Dank für die Pflege eines Verwandten dem Institut des Hl. Dominikus in Speyer. Schwestern des Dominikanerinnenordens unterrichteten zudem jahrzehntelang an der örtlichen Schule und leisteten Dienste in der katholischen Pfarrkirche. Im Jahr 2001 verließ die letzte Schwester der Kongregation Rülzheim.
Im Jahr 2003 wurde die Kapelle von einer Gruppe örtlicher Rentner saniert. Diese Sanierung wurde wegen Geldmangels des Ordens, von der Katholischen Kirchenstiftung St. Mauritius aus Rülzheim übernommen. Seit April 2004 ist die Kapelle formal in Besitz der Kirchenstiftung.